# Goodloe Byron
Goodloe Edgar Byron (Williamsport, 22 de junio de 1929 - Hagerstown, 11 de octubre de 1978) fue un político demócrata estadounidense que se desempeñó como miembro de la Cámara de Representantes de los Estados Unidos por el 6.º distrito congresional de Maryland desde el 3 de enero de 1971 hasta su muerte por un infarto el 11 de octubre de 1978.

## Biografía
Nacido en Williamsport, Maryland en 1929; asistió a The JAG School en la Universidad de Virginia y entró en el Cuerpo JAG del Ejército de los Estados Unidos. Se desempeñó como miembro del Cuerpo de Abogados Generales del Ejército de los Estados Unidos de 1953 a 1957, y fue dado de baja honorablemente con el rango de capitán. Obtuvo su Juris doctor en la Universidad George Washington. Más tarde fue elegido miembro de la Cámara de Delegados de Maryland (1963–1967) y del Senado del Estado de Maryland (1967–1971).
Se desempeñó como miembro de la Cámara de Representantes de los Estados Unidos por el 6.º distrito congresional de Maryland desde el 3 de enero de 1971 hasta su muerte por un infarto el 11 de octubre de 1978. Fue reemplazado como representante del sexto distrito por su viuda, Beverly Byron, en 1979. Sus padres, William D. Byron y Katharine Byron, sirvieron como representantes del sexto distrito, de 1939 a 1941 y de 1941 a 1943, respectivamente.

### Fallecimiento
El 11 de octubre de 1978, Byron sufrió un infarto fatal mientras corría con un ayudante a lo largo del canal Chesapeake-Ohio en el oeste de Maryland. Tenía 49 años. Fue enterrado en el cementerio nacional de Antietam en Sharpsburg, Maryland.
Byron estaba intrigado por la afirmación ahora ampliamente desacreditada de Thomas J. Bassler, de que los no fumadores capaces de completar un maratón en menos de cuatro horas pueden comer lo que deseen y nunca sufrir un ataque cardíaco fatal.
Según el nutricionista y pionero de la investigación sobre la longevidad, Nathan Pritikin, Byron había corrido seis maratones de Boston, con un mejor tiempo de 3:28:40, y no había fumado durante 25 años. Hizo caso omiso de las advertencias de su médico, quien le dijo que las pruebas en cinta rodante realizadas entre 1974 y 1978 indicaban que sus arterias coronarias se estaban cerrando gradualmente. La última prueba en la cinta rodante en enero de 1978 "indicó una anomalía grave y dio positivo para una enfermedad cardíaca". El médico le aconsejó a Byron que dejara de correr hasta que se pudieran realizar más pruebas.
El Dr. Manuel G. Jiménez, quien hizo la autopsia, dijo que Byron tenía “solo orificios como pinchazos” en sus arterias coronarias porque estaban llenas de colesterol. "Las arterias coronarias del congresista Byron estaban peor que la mayoría de las autopsias que he hecho".